# Miloslav Kopecký (nakladatel)
Miloslav Kopecký (3. ledna 1899 v Kolíně – 5. července 1985 tamtéž) byl český knihkupec a nakladatel působící v Kolíně.

## Život
Po vyučení knihkupcem působil řadu let jako knihkupecký příručí v Praze, kde v zaměstnání poznal svou budoucí ženu Marii Chodorovou s níž měl dva syny: Miloslava (astronoma) a Vladimíra (fyzika plazmatu). Na vydávání knih se začal podílet již v Ústředním spolku československých knihkupeckých účetních (T. G. Masaryk: Kniha – duší člověka, Praha 1937). Samostatnou vydavatelskou činnost zahájil v roce 1944 knihou Adama Jista Splněné touhy. Posléze se soustředil na knihy pro mládež a začal spolupracovat s Františkem Flosem, jehož známou knihu Z pralesů Konga vydal v roce 1946 ve výpravné úpravě s ilustracemi akademického malíře V. Hladkého. Po komunistickém puči v roce 1948 bylo knihkupectví a nakladatelství zestátněno a vydané knihy zabaveny a politicky nevhodné zničeny.